# つくば中央警察署
つくば中央警察署（つくばちゅうおうけいさつしょ）は、かつて存在した茨城県警察が管轄した警察署。署長は警視。

## 所在地
茨城県つくば市竹園一丁目1番地

## 管轄
- つくば市南部（桜・谷田部・豊里・茎崎地域）
  - 管轄内は全域が筑波研究学園都市であり、研究学園地区の大部分が当警察署の管轄であった。

## 交番・駐在所
7交番、3駐在所を有した。また、1973年（昭和48年）から1980年（昭和55年）の筑波学園警察署開署までは、谷田部警察署筑波研究学園都市連絡派出所が設置されていた。
| 交番・駐在所           | 所在地   | 所在地                   |
| 交番・駐在所           | 自治体   | 町名または大字および番地 |
| ---------------------- | -------- | ------------------------ |
| 赤塚交番               | つくば市 | 東二丁目32番地2          |
| 茎崎交番               | つくば市 | 小茎564番地1             |
| 研究学園交番           | つくば市 | 研究学園一丁目1番地2     |
| つくば駅前交番         | つくば市 | 吾妻二丁目7番地13        |
| 並木交番               | つくば市 | 並木四丁目1番地2         |
| 松代交番               | つくば市 | 松代四丁目19番地         |
| 谷田部地区交番         | つくば市 | 谷田部6894番地1          |
| 柴崎駐在所             | つくば市 | 柴崎754番地1             |
| 豊里駐在所             | つくば市 | 今鹿島4174番地5          |
| 万博記念公園駅前駐在所 | つくば市 | 諏訪C13街区14画地        |

## 沿革
- 1886年（明治19年） - 筑波郡谷田部町に谷田部警察署発足。
- 1973年（昭和48年） - 新治郡桜村大字花室（現:つくば市竹園三丁目）に、谷田部警察署筑波研究学園都市連絡派出所開所[1]。
- 1977年（昭和52年） - 桜村が住居表示を改正し、筑波研究学園都市連絡派出所が桜村竹園三丁目に変更。並木警察官派出所開所[1]。
- 1980年（昭和55年） - 谷田部署を廃止、桜村竹園一丁目に茨城県筑波学園警察署を新設。竹園SCの連絡派出所閉所[1]。
- 1988年（昭和63年） - つくば市発足に伴い、茨城県つくば中央警察署に改称。
- 2005年（平成17年）4月21日 - つくば駅前交番を新設[2]。
- 2006年（平成18年） - 管轄区域のうち、つくばみらい市伊奈地区（旧筑波郡伊奈町）を常総警察署へ移管。
- 2009年（平成21年）4月1日 - 研究学園交番を新設。松代交番の管轄区域の一部を移管[3]。
- 2020年 (令和2年) 3月2日 - つくば北警察署と統合、中央署は学園の森へ移転し、「つくば警察署」が発足。建物は取り壊される。

## 主な未解決事件
- 1991年（平成3年）7月11日、筑波大学構内で発生した五十嵐一殺害事件（悪魔の詩訳者殺人事件）。2006年に公訴時効が成立した。
- 1998年（平成10年）3月22日、つくば市春日のアパートで、フィリピン国籍の女性の他殺体が見つかる。首に切り傷と絞められた痕があり、死後数日経過していた。
- 1999年（平成11年）5月3日、つくば市高田の山林で、筑波大学女子学生の絞殺体が見つかる。同年4月10日以降、足取りが途絶えていた。
- 2003年（平成15年）4月30日 - 5月7日、つくば市内の3河川から男性の切断死体が見つかる。頭部のみ未発見で、身元は判明していない。